# Fanny Crosby
Fanny Crosby (Condado de Putnam, Nueva York, 24 de marzo de 1820-Bridgeport, 12 de febrero de 1915) fue una letrista, poeta, compositora misionera metodista estadounidense y una figura muy prominente durante su tiempo de vida. Fue una de las himnistas más prolíficas de la historia, escribió más de 8,000 himnos y canciones góspel , con más de 100 millones de copias impresas, a pesar de ser ciega poco después del nacimiento. 
A finales del siglo XIX, fue "un nombre muy conocido" en Estados Unidos y fue "una de las figuras más destacadas de la vida evangélica estadounidense".
Reconocida por sus himnos y canciones cristianas, Crosby ha sido considerada "la principal compositora de himnos del período de la música gospel", y ha sido nombrada como la "reina de las compositoras Gospel". Hoy en día docenas de sus himnos continúan siendo retomados por el evangelismo protestante en todo el mundo.

## Infancia y comienzos
A las seis semanas de nacida, la bebé Crosby tuvo un resfriado que le causó inflamación de los ojos. El doctor de la familia estaba lejos de casa, así que un hombre de la comunidad sugirió que se le aplicasen cataplasmas de mostaza caliente, lo que, de acuerdo con Crosby, le dañó los nervios ópticos y la dejó ciega.
En 1820 su padre murió, así que la niña fue criada por su madre y su abuela materna, Eunice Paddock Crosby. Estas mujeres le inculcaron los principios cristianos y desde su juventud, Crosby comenzó a memorizar largos pasajes de la Biblia, y a los quince años ya había memorizado los cuatro evangelios, el pentateuco, el Libro de los Proverbios, Los Cantares y algunos Salmos.
En 1832 comenzó su instrucción musical a cargo de un profesor de música que le daba lecciones dos veces por semana en Ridgefield. La joven aprendió a tocar el piano, el arpa, la guitarra y el órgano.
Durante su vida, Crosby asistió y fue miembro activo de iglesias metodistas, episcopales, congregacionalistas, bautistas, y de otras diversas denominaciones cristianas.

## Legado
Crosby ha sido considerada una de las más prolíficas compositoras de himnos en toda la historia, habiendo escrito más de 9.000.
Así mismo, se estima que se han hecho más de 100 millones de copias de sus canciones impresas. En 1975 fue incluida en el Salón de la Fama de la Música Gospel. 
Se estima que Crosby también escribió más de 1000 poemas seculares, y publicó cuatro libros de poesía, así como dos autobiografías que fueron best-seller en la época. Además, Crosby coescribió varias canciones populares seculares, así como canciones políticas y patrióticas, y al menos cinco cantatas sobre temas bíblicos. Crosby también participó en misiones cristianas, y era conocida por su oratoria.

## Obras
Algunas de las canciones más conocidas de Crosby incluyen "Blessed Assurance", "Pass Me Not, O Gentle Saviour", "Jesus Is Tenderly Calling You Home", "Praise Him, Praise Him", "Rescue the Perishing", y "To God Be the Glory". Debido a que algunos editores no se decidían a tener tantos himnos por una persona en sus himnarios, se estima que Crosby utilizó cerca de 200 diferentes pseudónimos durante su carrera.

### Canciones Populares
- Fare Thee Well Kitty Dear -- 1852
- Mother, Sweet Mother Why Linger Away
- Bird of the North--(Feb. 1852)
- The Hazel Dell --  (1853)
- There's Music in the Air-- (1857)

### Himnos Selectos
- "All the Way My Savior Leads Me"--1875, música por Robert Wadsworth Lowry
- "Blessed Assurance"--1873, música por Phoebe Knapp
- "The Bright Forever"--1871, música por Hubert P. Main
- "Close to Thee"--1874, música por Silas J. Vail
- "Eye Hath Not Seen"--1890, música por George C. Stebbins
- "He Hideth My Soul"--1890, música por William J. Kirkpatrick
- "More Like Jesus"
- "I Am Thine, O Lord (Draw Me Nearer)"--1875, música por W. Howard Doane
- "Jesus Is Tenderly Calling You Home (Jesus is Calling)"--1883, música por George C. Stebbins
- "My Savior First of All"--1891, música por John R. Sweney
- "Near the Cross"--1869, música por W. Howard Doane
- "Pass Me Not, O Gentle Saviour"--1868, música por W. Howard Doane
- "Praise Him! Praise Him! Jesus, Our Blessed Redeemer!"--1869, música por Chester G. Allen
- "Redeemed, How I Love to Proclaim It!"--1882, William J. Kirkpatrick
- "Rescue the Perishing"--1869, música por W. Howard Doane
- "Safe in the Arms of Jesus"--1868, música por W. Howard Doane
- "Saved by Grace"--1891, música por George C. Stebbins
- "Savior, More Than Life to Me"--1875, música por W. Howard Doane
- "Take the World, But Give Me Jesus"--1879, música por John R. Sweney
- "Tell Me the Story of Jesus"--1880, música por John R. Sweney
- "To God Be the Glory"--1875, música por W. Howard Doane
- "Unsearchable Riches"--1882, música por John R. Sweney